# Body kit

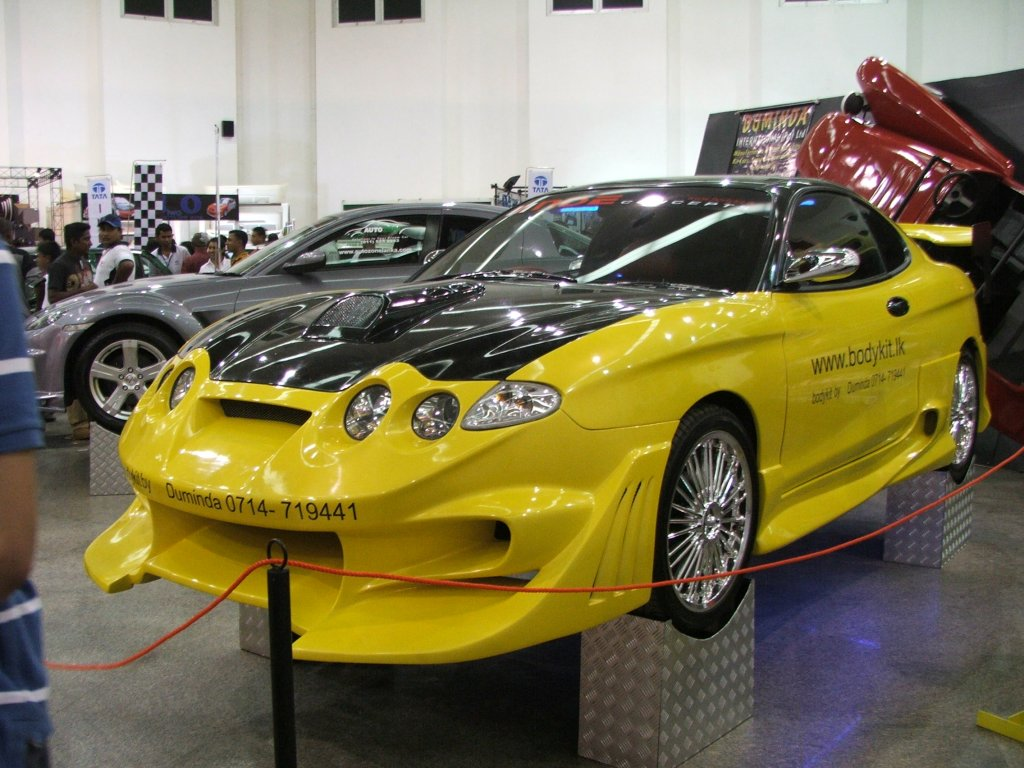
Hyundai Tiburon com um body kit.

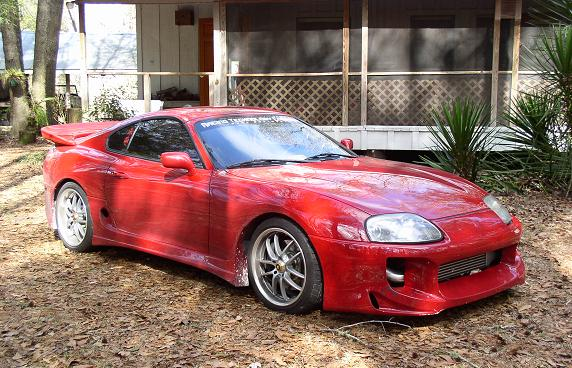
Um 1994 Toyota Supra com um body kit Bomex.

Um bodykit ou body kit é uma coleção de alterações exteriores aplicada a automóveis, tipicamente composta por para-choques dianteiros e traseiros, spoilers e algumas carenagens, também incorpora alterações nas entradas de ar do motor, escapamentos, e eventualmente, suspensão. Existem diversas empresas especializadas nessas alterações, geralmente ligadas ao tuning, mas são realizadas também de forma informal, pos mecânicos, funileiros e entusiastas do assunto.
Os body kits geralmente são desenvolvidos para melhorar o design do veículo e melhorar a estabilidade.
Body kit automotivos, geralmente são construídos com materiais como fibra de vidro, fibra de carbono, poliuretano. A fibra de vidro é mais utilizada devido a sua fácil maneabilidade, porém estão mais suscetíveis a rachaduras e são menos resistentes a impactos se comparadas a fibra de carbono. O poliuretano é também bastante utilizado devido sua resistência a impactos menores e devido a alta flexibilidade. Ja body kits com fibra de carbono são mais raros, devido a alta complexidade de se manejar o material, além de seu valor elevado.
Body kits são equipamentos presente na maioria dos carros da stock car, também é utilizado o termo para se referir as carenagens de carros de modelismo.
Body kits instalados de fábrica estão se tornando mais comuns, talvez em resposta ao crescimento da indústria de tunagem de pós-venda no final dos anos 1990 em diante. Muitas fabricantes agora trabalham internamente com as suas divisões de esportes motorizados para desenvolver atualizações de estilo. As marcas de Kits de carroceria mais conhecidas incluem Vellside, Mansory, Novitec Group,  Hamann Motorsport, Liberty Walk e Rocket Bunny.

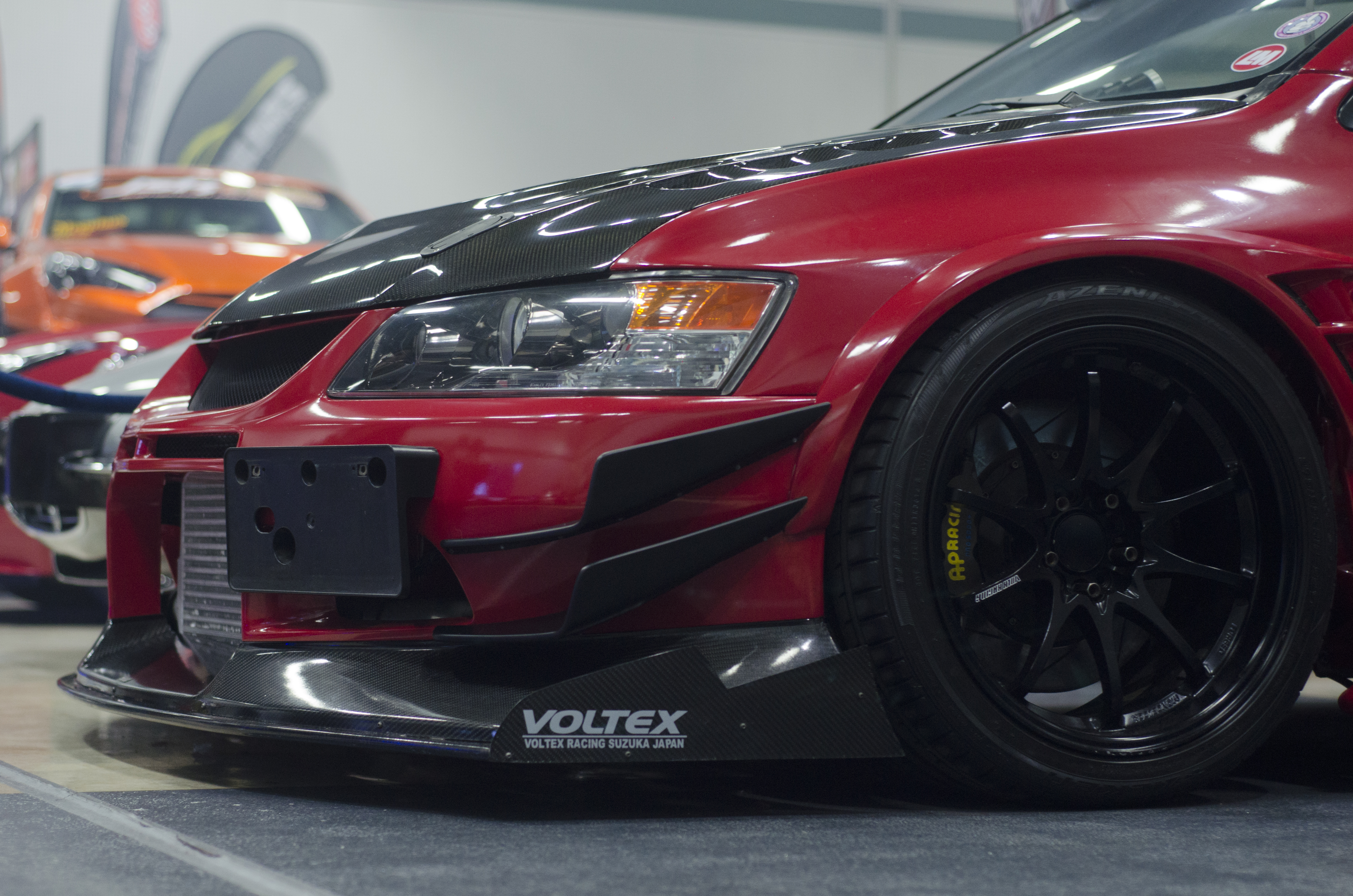
Visão lateral da grade frontal de uma Evo IX com Body kit Voltex.

## Componentes comuns de um Body Kit
- Para-choque frontal e traseiro;
- Saias laterais;
- Aerofólios;
- Capos customizados.